# Calyptranthes smithii
Calyptranthes smithii är en myrtenväxtart som beskrevs av Mcvaugh. Calyptranthes smithii ingår i släktet Calyptranthes och familjen myrtenväxter.
Artens utbredningsområde är Guyana. Inga underarter finns listade i Catalogue of Life.